# Teleocichla
Teleocichla là một chi cá thuộc họ Cichlidae sống ở lưu vực các sông Tapajós, Xingu và Tocantins, thuộc lưu vực sông Amazon ở Nam Mỹ. Mọi loài thuộc chi này đều sống vùng nước xiết. Chúng thường dài chưa tới 9 cm (3,5 in), và là chi cá có kích thức nhỏ nhất họ Cichlidae tại châu Mỹ. Chỉ T. preta là hơi lớn hơn, đạt chừng 12 cm (4,7 in). Do độc cư ở nơi có dòng chảy nhanh, chúng rất dễ bị ảnh hưởng bởi việc xây đập. T. centisquama đang bị đe dọa nghiêm trọng bởi đập Belo Monte.

## Loài
Có 9 loài hiện được công nhận trong chi này, với nhiều loài khác chưa được mô tả.
- Teleocichla centisquama Zuanon & I. Sázima (fr), 2002
- Teleocichla centrarchus S. O. Kullander, 1988
- Teleocichla cinderella S. O. Kullander, 1988
- Teleocichla gephyrogramma S. O. Kullander, 1988
- Teleocichla monogramma S. O. Kullander, 1988
- Teleocichla preta H. R. Varella, Zuanon, S. O. Kullander & López-Fernández, 2016[3]
- Teleocichla prionogenys S. O. Kullander, 1988
- Teleocichla proselytus S. O. Kullander, 1988
- Teleocichla wajapi H. R. Varella & C. L. R. Moreira, 2013[1]